# مسجد بنغكودو
مسجد بنغكودو هو واحد من أقدم المساجد في إندونيسيا، بني المسجد في سومطرة الغربية في عام 1823 مع الهندسة المعمارية التقليدية على نمط عمارة المينانجكاباو، بني المسجد عند تأسيسه من مبتى يتكون من الخشب بنيت منه الأرضيات والأعمدة وحتى جدران المسجد، أما اليوم وبصرف النظر عن كونه يستخدم للأنشطة الدينية للمسلمين وكمرفق تعليمي ديني للطلاب، يستخدم المسجد أيضا كمقر لفريق التنسيق للقضاء على الفقر في بنغكودو، وقد تم اختيار المسجد من قبل الحكومة كتراث ثقافي في عام 1989، في عام 1991 شهد المسجد عملية ترميم شاملة.

## العمارة
بالإضافة إلى أصالة المسجد والذي مازال محافظ عليها، عمارة المسجد سهله جدا وخاصة في شكل السقف يتألف من ثلاث مستويات مع حوض صغير، عندما أنشأ المسجد في البداية بني على نمط المباني التي لا تستخدم المسامير على كل اتصال بالأخشاب، تم بناء المسجد الذي يقع على سفح جبل بركان ميرابي على ارتفاع 1050 متر فوق مستوى سطح البحر، بني على قطعة أرض يبلغ قياسعا 60 متر في 60، أما مساحة البناء فهي 21 متر في 21 متر، في حين أن ارتفاع المبنى من الطابق الأرضي إلى أعلى السقف يبلغ ما يقرب من 19 متر، المسجد تم بنائع من الخشب مع هيكل السقف المكون من 3 طوابق مصنوعة من الألياف.

## القاعة الرئيسية
القاعة الرئيسية للمسجد هي مربعة الشكل قياسها 21 متر في 21 متر، زينت الغرفة الرئيسية بالأضواء مع بضعة مصابيح علقت على الجداران، في الجزء الأمامي من الغرفة الرئيسية يقع المنبر القديم، سنة صنعه يمكن الرجوع إليه عن طريق الكتابات الموجودة في المنبر والتي تشير إلى عام 1316 هـ حوالي عام 1906، المنبر مصنوع من الخشب ومزود بسلالم في الصعود والنزول، مدخل القاعة الرئيسية في جهة الشرق، داخل المسجد هناك ثريا من الطراز القديم وبعض مصابيح الحائط القديمة التي علقت على أعمدة المسجد، وهناك المنحوتات المزخرفة على الأعمدة في الحزم العليا وبين الركائز، يوجد المحراب في الجهة الغربية وهو ذات البروز الموجود في المبنى الرئيسي، يتكون المنبر من الخشب المحفور مع اللون الذهبي المزخرفة المحرز في عام 1906، على يمين ويسار درج المنبر هناك درج منحوت بزخارف الزواحف، في المنبر تاج محفورة بالخط العربي وتوجد فيه كتابة تعود لعام 1316 هـ الموافق 1906 .

## المأذنة
تم تجهيز مسجد بنغكودو بمأذنة تم بناؤها في حوالي عام 1957، يبلغ ارتفاع المأذنة 11 متر، وتقع أمام قبة المسجد، في المأذنة هناك 21 درجة تمثل سلم المأذنة التي تدور إلى اليسار، المأذنة هي بديل للمأذنة القديمة التي كانت تقع بشكل منفصل عن المبنى الرئيسي في الجهة الشمالية.

## الترميم
سابقا تم استبدال الألياف على سطح المسجد بالزنك في عام 1957، والاستبدال تم بشكل كامل من قبل المجتمع المحلي، ثم بعد ذلك بزمن عين المسجد كتراث ثقافي في عام 1989، وفي نفس العام رمم المسجد في عام 1989 والذي أجرى هذا الترميم هيئة التراث والآثار في سومطرة الغربية، وكان التركيز في الترميم في إعادة بناء السقف والنوافذ والمأذنة.